# عرض عبد الله (حضرموت)
عرض عبد الله هي إحدى قرى الجمهورية اليمنية. تتبع جغرافيا لمحافظة حضرموت و إداريًا لمديرية سيئون. يبلغ تعداد سكانها 1435 نسمة حسب الإحصاء الذي جرى عام 2004.